# Страйд, Элизабет
Эли́забет «Дли́нная Лиз» Страйд (урождённая Густафсдоттир, 27 ноября 1843 — 30 сентября 1888) — британская домашняя работница, уборщица и проститутка; предполагаемая жертва оставшегося неизвестным серийного убийцы по прозвищу Джек-потрошитель, который убил и изуродовал нескольких женщин в лондонском районе Уайтчепел с конца августа по начало ноября 1888 года.
Некоторые исследователи объясняют, что прозвище «Длинная Лиз» использовалось как псевдоним, другие полагают, что оно произошло от её фамилии, принятой после замужества, поскольку «страйд» означает длинный шаг, также предполагают, что прозвище дано из-за её роста. Ко времени своей гибели Страйд проживала в ночлежке по адресу Флоуэр и Дин стрит в Спитафилдсе, бывшей известным пристанищем преступников.

## Биография
Элизабет Густафсдоттир родилась 27 ноября 1843 года в округе Торсланда, к западу от Гётеборга, Швеция, в семье фермера Густафа Эриксона и его жены Беаты Карлсдоттир. В 1860 году она работала домашней прислугой округа Карл Йохан в Гётеборге. Следующие несколько лет она переезжала из округа в округ. В отличие от других жертв уайтчепельских убийств, которые занялись проституцией после распавшегося брака, Страйд стала проституткой до брака. В марте 1865 готенбургская полиция зарегистрировала её как проститутку, которая дважды лечилась от венерической болезни. 21 апреля она родила мёртвую девочку.
На следующий год она переехала в Лондон, возможно, для работы прислугой в семье. 7 марта 1869 года она вышла замуж за Джона Томаса Страйда, корабельного плотника из Ширнса, который был на 13 лет её старше. Некоторое время супруги держали кофейню в Попларе, в восточном Лондоне. В марте 1877 года Лиз Страйд перебралась в работный дом Поплара, что дало основание предположить, что супруги расстались. Они, по-видимому, восстановили отношения в 1881 году, но снова расстались, на этот раз окончательно, в конце года.
Она рассказывала знакомым, что её муж и двое из её девяти детей погибли при затоплении парохода «Принцесса Алиса» на реке Темзе в 1878 году. Согласно её рассказу, в ходе аварии одна из жертв ударила её в лицо, в то время как они плыли к берегу, из-за этого она стала заикаться. На самом деле Джо Страйд умер от чахотки в больнице Поплар анд Степни 24 октября 1884 года, более чем через пять лет после катастрофы, и у них не было детей.
После развода с мужем Страйд проживала в ночлежке в Уайтчапеле. Один раз или два ей оказывала помощь Церковь Швеции в Лондоне. Большую часть времени с 1885 года до самой смерти она прожила с местным докером Майклом Кидни на Девоншир-стрит. По описанию знакомого, у неё был спокойный темперамент, хотя много раз она представала перед мировым судом Темзы за пьянство и дебоши под именем Анны Фицджеральд. Она учила идиш. Её отношения с Кидни продолжались время от времени. В апреле 1887 года она выдвинула против него обвинение в нападении, но ей не удалось доказать это в суде. За несколько дней до своей гибели она оставила Кидни. Доктор Томас Барнардо (известный филантроп) заявил, что видел Страйд в ночлежке по адресу Флоуэр энд Дин-стрит в понедельник 26 сентября.

## 1888 год
После ссоры 26 сентября 1888 года Страйд и Кидни разделились, и она снова поселилась в доме 32 по Флоуэр и Дин стрит Flower and Dean Street (тогда одни из самых печально известных и преступных трущоб). Последующие дни она регулярно зарабатывала деньги, выполняя обязанности уборщицы как в ночлежке, так и для местных жителей, под наблюдением домоправительницы Элизабет Таннер, которая была тихой женщиной и время от времени выполняла работу по уборке для местных евреев.

### 29 сентября
За день до ее убийства Страйд, как известно, убрала две комнаты, за что ей заплатили шесть пенсов. В тот вечер она была одета в черную куртку и юбку с букетом красных роз, украшенным веточкой то ли папоротника, то ли листьев спаржи. Ее наряд дополняла черная креповая шляпка. В попытке придать своей одежде более респектабельный вид она, как известно, позаимствовала щетку у соседа-резидента. В половине седьмого вечера Страйд и Элизабет Тэннер ненадолго зашли в паб "Куинз-Хед" на Коммершиал стрит, а потом Страйд одна вернулась в гостиницу.
Последующие свидетельства очевидцев о передвижениях Страйда позднее вечером 29 сентября и ранним утром 30 сентября указывают на то, что она могла находиться в компании одного или нескольких знакомых или клиентов. Первый из этих людей описывается как невысокий мужчина с темными усами, одетый в утренний костюм и галстук, с которым она была замечена примерно в 11 часов вечера в месте, близком к Бернер-стрит. По свидетельству второго очевидца, рабочего Уильяма Маршалла, Страйд находилась в компании человека в фуражке с козырьком, черном пальто и темных брюках, стоявшего на тротуаре напротив дома 58 по Бернер-стрит примерно в 23:45. По словам Маршалла, Страйд стояла рядом с "прилично одетым" человеком, и они оба неоднократно целовались.

### 30 сентября
В 12:35 констебль Уильям Смит заметил Страйд в компании мужчины в жесткой фетровой шляпе, стоявшего напротив международного рабочего мужского образовательного клуба, на улице Бернер-стрит, 40 в Уайтчепеле. Этот человек нес пакет около 18 дюймов (45 см) в длину. Не имея причин для подозрений, Смит продолжил свой путь в направлении Коммершиал-Роуд. Между 12:35 и 12:45 докер по имени Джеймс Браун наблюдал, как он полагал, за Страйд, стоявшей спиной к стене на углу Бернер-стрит и беседовавшей с мужчиной среднего телосложения в длинном черном пальто. Браун подслушал, как Страйд сказала этому человеку: "Нет. Только не сегодня. Как-нибудь в другой раз."

## Убийство
Тело Страйд было обнаружено примерно в час ночи в воскресенье 30 сентября 1888 года человеком по имени Луис Демшюц, управляющим Международным рабочим мужским учебным клубом, в соседнем дворе Датфилда. Демшюц въехал на плохо освещенный двор со своей лошадью и двухколесной повозкой, когда его лошадь резко свернула влево, чтобы обойти труп, лежащий на земле. Позже он описал труп как "темный предмет", лежавший на земле, Демшюц безуспешно попытался поднять "предмет" с помощью прута кучера, прежде чем спустился с телеги. Зажигая спичку, Демшюц увидел распростертое тело Страйд. Он немедленно побежал в клуб, чтобы сообщить о своей находке, прежде чем бежать искать полицейского.
Из единственной ножевой раны на шее Страйд все еще текла кровь, и хотя ее руки были холодными на ощупь, другие части тела все еще оставались слегка или "совсем" теплыми. Физические признаки указывают на то, что Страйд была убита незадолго до появления Димшюца во дворе. Несколько завсегдатаев образовательного клуба, покинувших помещение между 12:30 и 12:50 утра, позже сообщили полиции, что они не заметили ничего необычного во дворе Датфилда.

## Посмертное вскрытие
Местный врач по имени Фредерик Уильям Блэкуэлл был первым человеком с медицинскими знаниями, который посетил место происшествия. Полицейский врач - доктор Джордж Бэгстер Филлипс, который осматривал тело предыдущей жертвы убийства в Уайтчепеле - Энни Чэпмен, также прибыл на место преступления примерно через десять минут. Официальные документы Филлипса, касающиеся его осмотра покойной, места преступления и последующего посмертного состояния:
Тело лежало лицом к стене, головой ко двору и ногами к улице. Левая рука была вытянута, также в левой руке лежал пакетик леденцов от горла....Правая рука лежала на животе;тыльная сторона ладони и запястье были покрыты запекшейся кровью.Ноги были вытянуты так,чтобы ступни были ближе к стене.Тело и лицо были теплыми,а руки холодными.Ноги были довольно теплыми.
У покойной на шее был шелковый носовой платок, и он казался слегка порванным. Я убедился, что он был разрезан. Горло было глубоко перерезано, а на коже под правой бровью виднелась ссадина около полутора дюймов в диаметре, по-видимому, испачканная кровью.
В понедельник в три часа дня в морге Святого Георгия мы с доктором Блэкуэллом провели вскрытие. Было отмечено трупное. На левой стороне лица виднелась грязь, а на голове все было перепачкано... Тело было довольно упитанным. За обоими плечами, особенно за правым, а также под ключицей и перед грудью было синеватое обесцвечивание, которое я наблюдал и видел с тех пор дважды.
На шее виднелся четкий разрез. Он был шести дюймов в длину и начинался на два с половиной дюйма по прямой линии ниже угла челюсти, на три четверти дюйма над неразделенной мышцей. Разрез был очень чистым и немного отклонялся вниз. Артерии и другие сосуды были перерезаны насквозь. Разрез через ткани с правой стороны был более поверхностным и заканчивался примерно на два дюйма ниже прямого угла челюсти. Глубокие сосуды на той стороне не пострадали. Из этого было ясно, что кровоизлияние было вызвано частичным разрывом левой сонной артерии, для этого можно было использовать небольшой острый нож.
В коже началось разложение. На передней поверхности левой части подбородка виднелись темно-коричневые пятна. Была деформация в костях правой ноги, которая была не прямой, а наклоненной вперед. Никаких недавних внешних повреждений, кроме шеи, не было.

Тело было вымыто более тщательно, я мог увидеть некоторые исцеляющиеся язвы. Мочка левого уха была порвана насквозь как бы от вырванной серьги или из-за её ношения, но она основательно зажила. При снятии скальпа не было никаких признаков ушиба или внутренних кровотечений... Сердце было маленькое, левый желудочек крепко сжался. Тромба в легочной артерии не было, но правый желудочек был полон темного сгустка. Левый был плотно сжат и как бы совершенно пуст. Желудок был большой, а слизистая оболочка только набухла. Он содержал частично переваренную пищу, по-видимому, состоящую из сыра, картофеля и мучнистого порошка [муки или измельченного зерна]. Все зубы на нижней левой челюсти отсутствовали.
Блэкуэлл высказал предположение, что убийца Страйд мог повалить ее на землю за шейный платок (узел которого был заметно затянут), прежде чем перерезать ей горло. Филлипс согласился с этим мнением, заявив, что Страйд, скорее всего, лежала навзничь на земле, когда она была убита одним быстрым ударом слева направо поперек ее шеи. Это явно указывало на то, что ее убийца был правшой. Кровоподтеки на ее груди также подтверждают заключение судебно-медицинской экспертизы о том, что тело Страйд было прижато к земле до того, как появилась рана на ее шее.

## Расследование
Помимо обыска самого места преступления, полиция допросила всех присутствовавших в международном рабочем мужском образовательном клубе и прилегающих к нему зданиях. В конечном счете все жители в пределах общего района убийства были опрошены.
Ни на теле Страйд, ни вокруг него не было найдено никаких денег, что указывает на возможность того , что ее убийца мог взять какие-либо деньги после ссоры, свидетелем которой был Израиль Шварц, если этот человек не был ее фактическим убийцей. Независимо от вопросов, касающихся отсутствия денег у Страйд, все факты, связанные с ее смертью, указывают на то, что она добровольно вошла во двор Датфилда и либо встретила своего убийцу в этом месте, либо вошла с этим человеком во двор до нападения.
Израиль Шварц сообщил следователям, что он видел, как около 12:45 утра на Страйд напал мужчина с темными волосами, небольшими каштановыми усами и ростом примерно 5 футов 5 дюймов. По словам Шварца, этот человек попытался вытащить Страйд на улицу, прежде чем развернул ее и толкнул на землю. Шварц наблюдал за этим нападением, нападавший прокричал слово "Липски" то ли самому Шварцу, то ли второму человеку, который вышел из клуба посреди этой суматохи и закурил трубку. Шварц не давал показаний на следствии по делу Страйда, возможно, потому, что он был венгерского происхождения и очень мало говорил по-английски, если вообще говорил. Следователь Стивен Найт нашел заявление Шварца в материалах дела в 1970-х годах. Примерно в то же время, на соседней улице - Бернер-стрит был замечен Джеймс Браун в компании отвергающей ухаживания женщины. Заметка на полях в файле Министерства внутренних дел по этому делу указывают на то, что у Страйд было достаточно времени, чтобы встретиться с другим человеком между своей смертью и последними наблюдениями за ней.
Некая миссис Фанни Мортимер, жившая через два дома от клуба, стояла на Бернер-стрит и слушала общее пение примерно в то время, когда была убита Страйд, но не заметила, чтобы кто-то входил во двор и не слышала чего-то неладного. Мортимер действительно видел, как мимо пробежал человек с блестящей черной сумкой, о чем широко сообщалось в прессе. Однако один из членов клуба - Леон Гольдштейн - представился тем самым человеком, которого видел Мортимер, и вскоре был исключен из расследования.
19 октября старший инспектор Свенсон подготовил подробный доклад, в котором говорилось, что в Уайтчепеле и его окрестностях было распространено 80 000 листовок с призывом предоставить общественности информацию, касающуюся убийства Страйд, и отмечалось, что, помимо других направлений активного расследования, около 2000 жильцов были допрошены или исследованы в связи с ее смертью.

## Заключение
Следствие по делу об убийстве Страйд продолжалось пять дней, причем последний день слушаний был отложен до 23 октября. В этот последний день слушаний были заслушаны показания трех свидетелей - все они дали показания, подтверждающие личность погибшей.
В конце последнего дня слушаний коронер Бакстер заявил о своем убеждении, что на Страйд было совершено быстрое и внезапное нападение, причем ее смерть, несомненно, была убийством, и не было никаких известных обстоятельств, которые могли бы свести преступление к непредумышленному убийству. Убийца мог воспользоваться клетчатым шарфом, который носила Страйд, чтобы схватить ее сзади, прежде чем перерезать ей горло, как и ранее предполагал Филлипс. Бакстер, однако, подумал, что отсутствие крика о помощи и явных признаков борьбы указывает на то, что Страйд охотно легла на землю до того, как была нанесена рана. Когда ее обнаружили, Страйд все еще сжимала в левой руке пачку леденцов, что свидетельствовало о том, что у нее не было времени защищаться и нападение было внезапным.
Что касается самого места преступления, Бакстер отметил, что на неё напали в проходе, ведущем во внутренний двор, где несколько семей жили в коттеджах, расположенных в нескольких ярдах от того места, где было обнаружено ее тело, и что, хотя это место было темным, маловероятно, что убийца выбрал бы это место, поскольку двор Датфилда не был тихим местом. Бакстер также отметил, что окна международного образовательного клуба рабочих мужчин были открыты, и что Страйд и ее противник, несомненно, слышали пение и танцы посетителей.
Что касается свидетельских показаний, касающихся мужчины или мужчин, виденных в компании Страйд за два часа до обнаружения ее тела, Бакстер заявил, что было дано много сходных моментов в отношении физического описания человека в ее компании, но также и некоторые различия. Однако Бакстер заявил, что эти расхождения не доказывают окончательно, что в компании Страйд было больше одного человека между 23:00 вечера и 12:45 утра, но, судя по описаниям очевидцев, она либо находилась в компании минимум двух мужчин в последние часы своей жизни, либо один или несколько очевидцев ошиблись в деталях описания человека, которого он видел.
После недолгого обсуждения присяжные, которым было поручено точно решить, как, когда и каким образом наступила ее смерть, вынесли единогласный вердикт: "Умышленное убийство в отношении неизвестного лица или неизвестных лиц."

## Похороны
Элизабет Страйд была похоронена в четверг 6 октября 1888 года. Она была похоронена на Восточно-Лондонском кладбище,расположенном в Восточном лондонском районе Плейстоу. На ее похоронах присутствовало небольшое количество плакальщиков, и расходы на эту службу были покрыты за счет прихода гробовщиком, неким мистером Хоксом.